# アメリカロケット協会
アメリカロケット協会（アメリカロケットきょうかい、英語: American Rocket Society、略称: ARS）は、1930年4月4日に設立されたアメリカ惑星協会を母体として設立された、アメリカ航空宇宙学会の前身団体の一つ。アメリカの宇宙開発の黎明期において先駆的な役割を果たし、メンバーの中には後にNASAで活躍したものも少なからずいて、アメリカ合衆国の宇宙開発史に偉大な足跡を残した。

## 概要
1920年代から1930年代にかけて、ドイツの宇宙旅行協会やソビエトの反動推進研究グループなど、あたかも申し合わせたかのように各国で宇宙関連の団体の設立が相次いだ。その背景には、これまで絵空事であると考えられてきたジュール・ヴェルヌの月世界旅行のようなサイエンス・フィクションが、第一次世界大戦を契機とした科学技術の急速な発展やコンスタンチン・ツィオルコフスキーやヘルマン・オーベルト達の理論面での研究により、現実味を帯びてきた事が一因として挙げられる。アメリカ合衆国でも、1930年にこの種の団体であるアメリカ惑星協会が設立されるに至った。真珠湾攻撃からわずか9日後の1941年12月16日にJames H. Wyldと3人の会員たちによって、アメリカで最初のロケットエンジンの会社であるリアクション・モーターズが設立された。
設立当初はサイエンス・フィクション畑の人達と実務派の人達が入り混じって活動していたが、徐々に活動の主体は実用的なロケット開発に傾倒していくことになり、アメリカ惑星協会 (AIS) は1934年にアメリカロケット協会 (ARS) に改組された。

## 沿革
- 1930年4月4日 - 前身団体であるアメリカ惑星協会 (American Interplanetary Society) が設立され、デビッド・ラッセル (David Lasser) が初代会長に就任した[1]。
- 1931年11月12日 - AIS #1と呼ばれる最初のロケットの打ち上げに失敗した。
- 1933年5月14日 - スタテン島のグレートキルパークでロケットの最初の公開打ち上げを行った[1]。
- 1934年 - アメリカロケット協会 (ARS) に改組された。
- 1941年12月 - エンジンの開発を担当していた一部の会員によってリアクション・モーターズが設立された[3]。
- 1963年7月 - アメリカロケット協会と航空宇宙科学学会が合併して、アメリカ航空宇宙学会が設立された。